# Delfini (glazbeni sastav, Split)
Delfini su glazbeni sastav osnovan 1963. godine u Splitu.

## Povijest sastava
Najpoznatiju postavu sastava činili su Željko Šoletić (vokal), Zdravko Botrić (gitara), Saša Lukić (klavijature), Ante Cetinić (bas) i Damir Blažević (bubnjevi). Bili su česta pratnja na koncertima Arsena Dedića, Ivice Šerfezija, Zdenke Vučković i drugima. Na Splitskom festivalu 1967. imali su zapažen nastup skladbom „Beat na moru”. Za nastup na istoimenom festivalu 1976. skladbom „Tonbula” nagrađeni su 1. nagradom publike u Večeri dalmatinske šansone.
U sastavu su jedno vrijeme djelovali Petar Peco Petej (bubnjevi) i Pavle Kolarov (gitara), te puhački instrumentalisti Tonči Puharić (truba) i Mate Carić (tenor saksofon). Većinu pjesama skladao je Saša Lukić na stihove brata Arsena. U vremenu aktivnog djelovanja, od 1963. do 1997., sastav je imao zapažene turneje po Italiji, Sovjetskom Savezu (17 turneja) te Kanadi i Americi (5 turneja). Dvije godine zaredom, 1968. i 1969. bili su proglašeni sastavom godine u Jugoslaviji čime su stekli kultni status.

## Diskografija
- „Naša serenada” / „Bar za tren” / „Dioklecijan” / „Sedam koraka” (1968.)
- „Kako je toplo ovo ljeto” / „Mini bikini” (1973.)
- „Tonbula” / „Dobro jutro draga” (1976.)
- „Od portuna do portuna” / „Radio i mikrofon” (1977.)
- „Od ponedjeljka novi život” / „Intima” (1979.)
- „Čobanica” / „Srce samo jednom voli” (1979.)
- „Prijateljstvo” / „Natanijel” (1979.)
- „Škuribanda” (1982.)
- „Luda splitska noć” (1987.)